# Bissetor

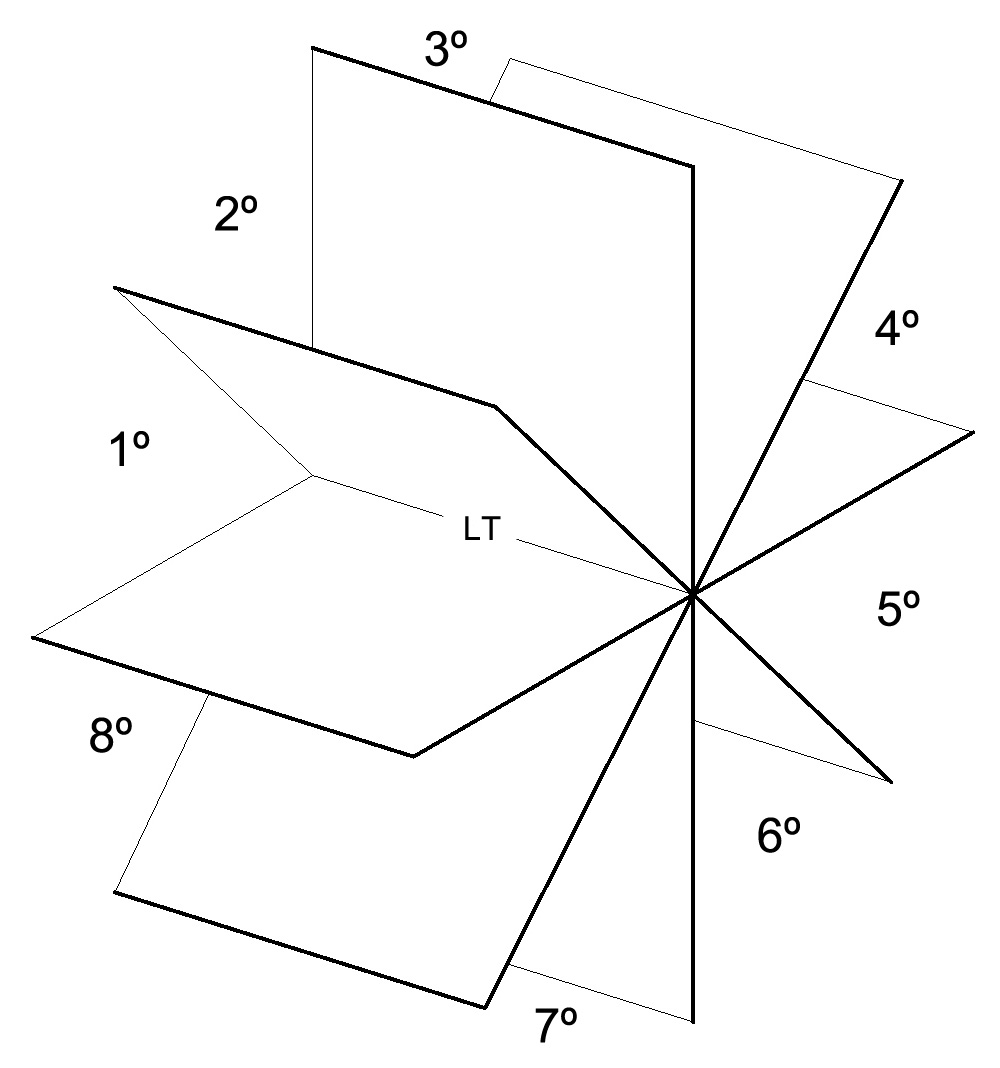
Os planos bissetores dividem o espaço projetivo em oitantes.

Um plano bissetor divide um quadrante, ou diedro, ao meio (45 graus), estando a linha de terra contida nesses planos. O tetraedo projetivo, propriamente dito, pode ser divido por dois planos bissetores diferentes: o ímpar (que divide o 1º e 3º diedros) e o par (que divide o 2º e 4º diedros). As subdivisões formadas pelos planos de projeção e pelos planos bissetores são chamadas de oitantes.
Na matemática utiliza-se a mesma nomenclatura, sendo a bissetriz a sua modalidade bidimensional.